# Falanster

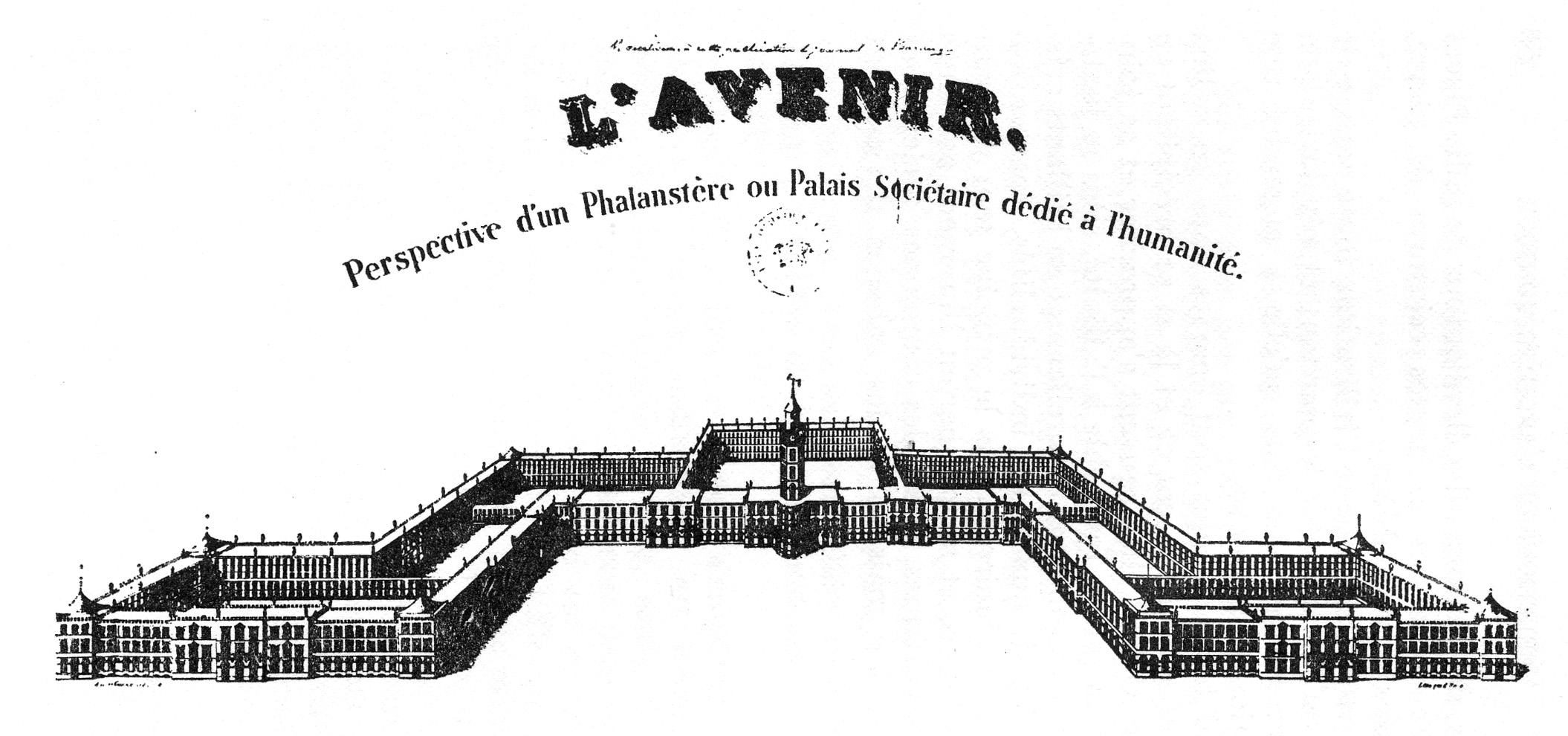
Vedere în perspectivă a unui falanster, așa cum și-l imaginase Fourier. Zona rurală nu este văzută pe desen.

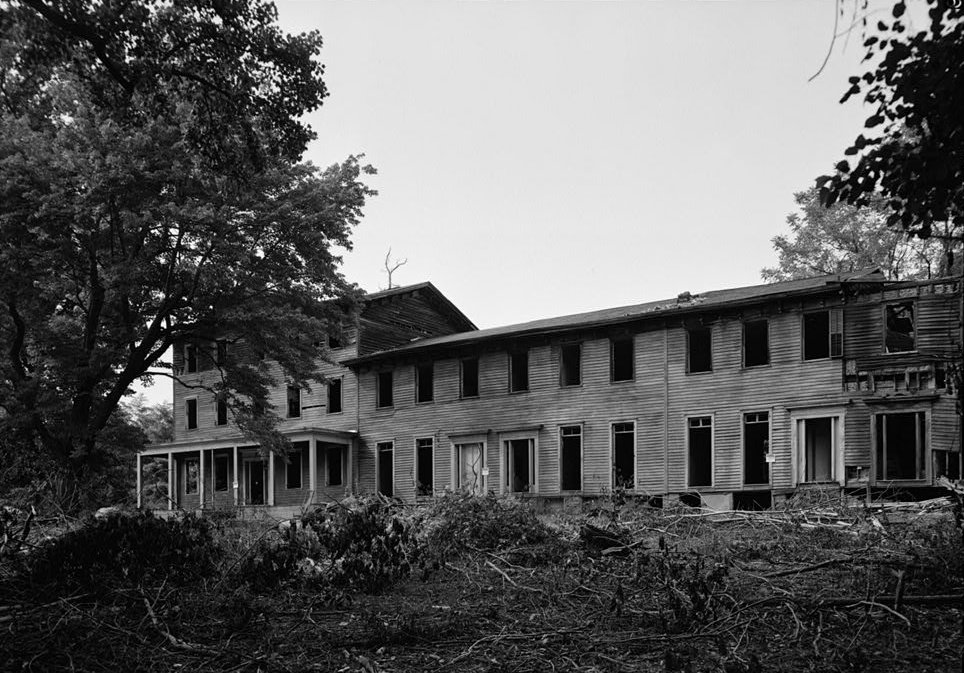
Clădirea North American Phalanx din Monmouth County, New Jersey, inspirată de conceptul elaborat de Fourier

Un falanster este un tip de organizare utopică a unei comunități imaginat la începutul secolului al XIX-lea de filozoful socialist și economistul francez Charles Fourier și promovat de industriași idealiști ca Jean-Baptiste André Godin. Fourier a ales acest nume prin combinarea cuvintelor franțuzești phalange (Phalanx, formație de luptă dreptunghiulară în Grecia Antică) și monastère (mănăstire). Comunitatea de tip falanster urma să fie formată în mod ideal din 500–2000 de persoane care să lucreze laolaltă pentru un beneficiu reciproc

## Structura de tipfalanster
Fourier a conceput falansterul ca o clădire proiectată pentru a integra caracteristicile urbane și rurale ale unei comunități umane.
Structura de tip falanster era compusă din trei părți: o parte centrală și două aripi laterale. Partea centrală era concepută pentru activități liniștite; ea includea săli de mese, săli de conferințe, biblioteci și camere de studiu. O aripă laterală era concepută pentru activități lucrative și zgomotoase precum tâmplăria și fierăria. Este îi adăpostea, de asemenea, pe copii deoarece se considera că ei făceau zgomot atunci când se jucau. Cealaltă aripă conținea un caravanserai, cu săli de bal și săli de primire a străinilor care trebuiau să plătească o taxă pentru a-i vizita și întâlni pe oamenii din falanster. Acest venit urma să susțină economia autonomă a falansterului. Falansterul cuprindea, de asemenea, apartamente private și multe săli cu scop social. O sala socială era definită de Fourier ca seristère.

## În Franța și SUA
Deși Fourier a publicat mai multe ziare la Paris, printre care și La Phalanstère, el nu a creat niciun falanster în Europa din cauza lipsei de sprijin financiar. Mai multe așa-numite colonii au fost fondate în Statele Unite ale Americii de către Albert Brisbane și Horace Greeley.

## În Țările Române
Conceptul de falanster a fost adus în Țările Române de Teodor Diamant, care a studiat matematica la München și la Paris, unde a intrat în contact cu ideile socialismului utopic și a devenit discipol al lui Charles Fourier. Reîntors în țară, și-a expus concepțiile social-economice. A fost bine primit în cercurile liberale din București, reușind să-l atragă cu ideile sale pe tânărul Emanoil (Manolache) Bălăceanu, fiul lui Nae Bălăceanu din Ploiești, care moștenise o avere însemnată, ce cuprindea și moșia Scăeni, aflată pe teritoriul actualului oraș prahovean Boldești-Scăeni. Bălăceanu își arendase dezavantajos moșia unui anume Teodor Zaplan, cu care a intrat în conflict, ajungând în urma unor acțiuni în instanță dator acestuia. Pentru a evita plata datoriei, Bălăceanu a acceptat să dea moșia în arendă unei colectivități de familii, aduse de Diamant, care dorea înființarea unui falanster, un fel de colonie agricolă-industrială care funcționa după principiile socialismului utopic.
Falansterul de la Scăieni a fost înființat la 10 martie 1835 și avea denumirea Societatea agronomică și manufacturieră sau Colonia soților agronomi. Înainte de desființare avea aproximativ 100 de membri. Ea a eșuat după mai puțin de un an, „soții agronomi” părăsind-o, nemulțumiți de rezultate, de condițiile de muncă, și de lipsa interesului lui Bălăceanu față de proiect.

## Rolurile sexelor
Fourier credea că o casă tradițională era un loc de exil și de oprimare a femeilor. El credea că rolurile sociale ale sexelor ar putea progresa prin traiul în cadrul unei comunități, mai mult decât prin susținerea libertății sexuale sau a altor concepte propagate de contele de Saint-Simon.

## Moștenire
În secolul al XX-lea arhitectul Le Corbusier a adaptat conceptul de falanster atunci când a proiectat Unité d'Habitation, o clădire cu facilități extinse pentru o comunitate autonomă din Marsilia.

## Vezi și
- Falansterul de la Scăieni
- Teodor Diamant